# بيغي أنطونيو
بيغي أنطونيو (2 يونيو 1917 بملبورن في أستراليا - 11 يناير 2002 بملبورن في أستراليا) (بالإنجليزية: Peggy Antonio)‏ هي لاعبة كريكت أسترالية في مركز رامي ‏. شاركت مع منتخب أستراليا الوطني للكريكت ومنتخب أستراليا الوطني للكريكت للسيدات. أما مع النوادي، فقد لعبت مع Victoria women's cricket team ‏.

## وصلات خارجية
- بيغي أنطونيو على موقع إي آس بي آن كريك إنفو (الإنجليزية)